# Ganghwa County
Ganghwa County (Koreaans: 강화군) is een district in de stad Incheon, Zuid-Korea. Het district bestaat uit Ganghwa Island en de omliggende kleine eilanden.

## Geschiedenis
Ganghwa County bevat enkele van de belangrijkste historische sites in Korea. Deze sites bestrijken de prehistorische oude en nieuwe steentijd, evenals de bronzen en ijzeren tijdperken. Daarnaast zijn er talrijke historische locaties.

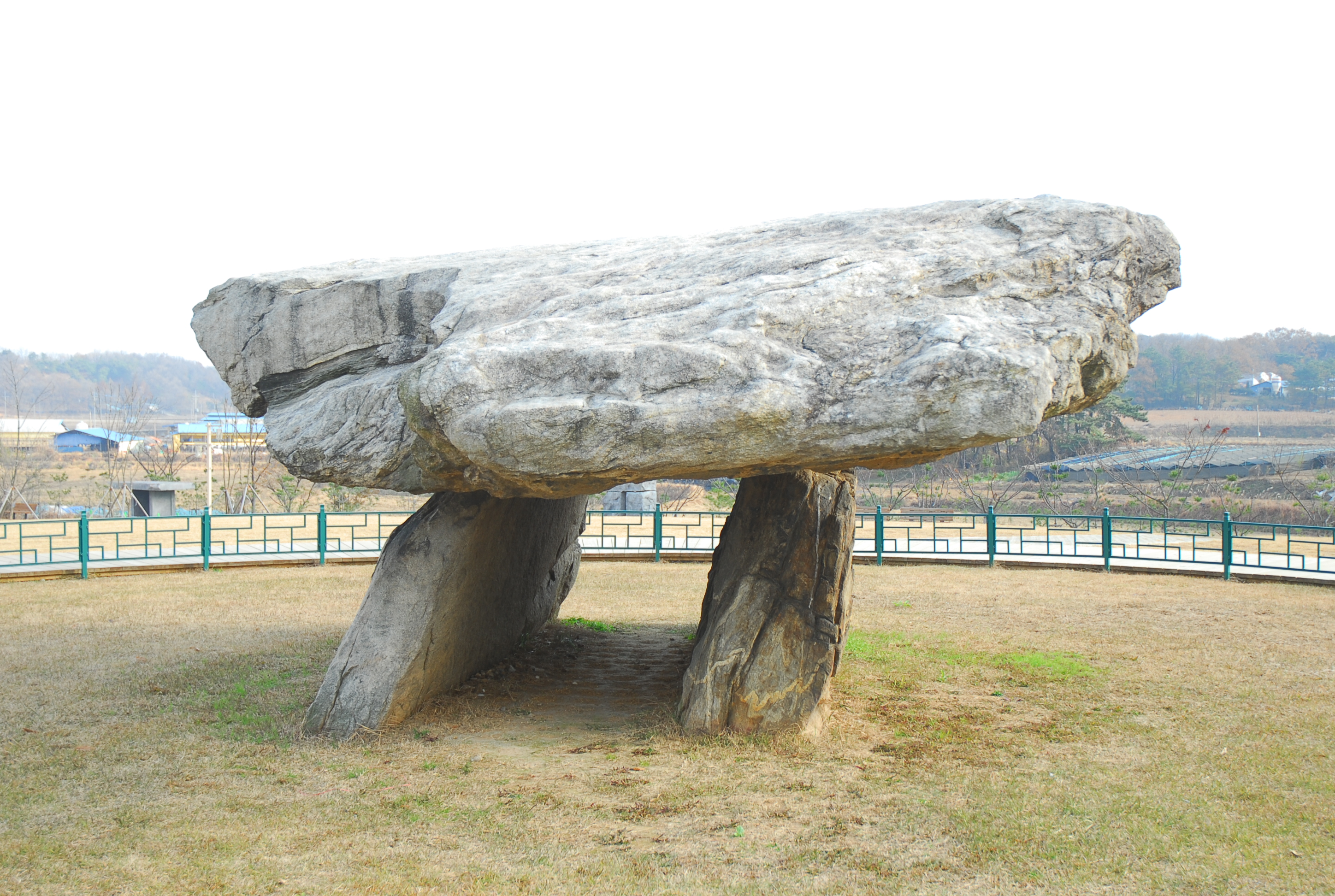
Een voorbeeld van een dolmen op Ganghwa

Ganghwa Island is rijk aan dolmen, en ze zijn aangewezen als een Werelderfgoed. Er zijn ongeveer 150 dolmen op het eiland. Hun verspreiding toont aan dat deze dolmen nauw verbonden waren met de visserij in de Bronstijd, hoewel ze nu gescheiden zijn van de zee. Ze bevinden zich op de hellingen van bergen en liggen dus hoger dan hun tegenhangers. Er wordt aangenomen, maar niet bewezen, dat de Ganghwa dolmen de vroegste Koreaanse dolmen zijn, omdat de ontwerpen van de dolmen in Bugeun-ri en Gocheon-ri lijken op die in Ganghwa.
Dangun, de stichter van Gojoseon, zou een altaar hebben gemaakt op de top van Mani-san en offers hebben gebracht aan zijn voorouders.
In de 9e eeuw vestigde het Verenigd Silla een garnizoen op het eiland om piraterij te bestrijden. Hun commandant, Wang Geon, vestigde zijn militaire reputatie bij het garnizoen en stichtte later het Koninkrijk Goryeo. In de 13e eeuw nam het hof van Goryeo zijn toevlucht op het eiland toen Mongoolse troepen in 1232 binnenvielen. Nadat Goryeo zich overgaf aan de Mongolen, kwamen de elite troepen op het eiland in opstand, wat leidde tot de Sambyeolcho Opstand.
In het begin van de 19e eeuw werd het katholicisme in Korea geïntroduceerd ondanks het officiële verbod door het Koreaanse hof. Het Koreaanse hof trad hard op tegen de illegale Franse missionarissen en vermoordde zowel Franse katholieke missionarissen als Koreaanse bekeerlingen, wat leidde tot een strafexpeditie van de Franse expeditie naar Korea in 1866. De ontmoeting duurde bijna zes weken. In de eerste slag leed een Koreaanse infanteriedivisie zware verliezen, en de Koreaanse generaal Yang Heon-su concludeerde dat alleen een grote cavaleriedivisie de Franse vuurkracht kon weerstaan. Op 9 november werden de Fransen tegengehouden toen ze probeerden de strategisch belangrijke Cheondeung (Jeongdeung–sa) Tempel aan de zuidkust van het eiland te bezetten. Hardnekkige Koreaanse weerstand, gecombineerd met de overweldigende numerieke superioriteit van de Koreaanse verdedigers, die nu 10.000 man telden, dwong de Fransen zich terug te trekken met tientallen gewonden maar geen doden, wat uiteindelijk resulteerde in de Franse terugtrekking en het verlaten van het eiland.
In 1871, na het General Sherman Incident, lanceerde de United States Navy een expeditie tegen de soldaten op Ganghwa Island, wat resulteerde in de Slag om Ganghwa.
In 1875 maakte het Japanse schip, Unyo, een inval in de beperkte kustzone, onder het mom van het meten van de kustlijn. Het vuurde een paar schoten af op het fort op het eiland. Toen de Unyo een boot naar het eiland stuurde, vuurde het Koreaanse garnizoen een paar schoten terug. De Japanners beweerden dat dit een agressieve daad was en eisten concessies. Begin volgend jaar stuurde Japan een grote Keizerlijke Japanse Marine vloot naar Korea, die de regering dwong het ongelijke Verdrag van Ganghwa te ondertekenen. Die overeenkomst, gesloten op Ganghwa Island, opende Korea officieel voor Japanse buitenlandse handel voor de eerste keer in de 19e eeuw.

## Specialiteit
Ongeveer 70% van de inwoners van Ganghwa houdt zich bezig met landbouw, voornamelijk rijst. Visserij en bosbouw zijn andere beoefende beroepen.
Hwamunseok is een bekende traditionele siermat. Sinds de Goryeo-dynastie (10e-14e eeuw) wordt hwamunseok geproduceerd en geëxporteerd naar China en Japan. De matten worden geproduceerd in de thuisnijverheid. Onder een bevel van het koninklijk hof van de Joseon-dynastie, meer dan 100 jaar geleden, slaagde ambachtsman Han Chunggyo uit het witte-matten producerende dorp Yango-ri, Haesongmyeon, Ganghwa-gun, erin een succesvol product te maken door het ontwerp van zijn eigen idee. Daarna zijn er verschillende ontwerpen ontwikkeld en zijn de productietechnieken verbeterd.
De Ganghwa-rapen zijn een specialiteit van het gebied. Ze worden al sinds de 5e eeuw verbouwd. Dit is vastgelegd in het 17e-eeuwse Dongui Bogam-boek over oosterse geneeskunde.

## Werelderfgoed
In Ganghwa County zijn dolmen geregistreerd door UNESCO als Werelderfgoed. In drie regio's van Zuid-Korea, waaronder Hwasun en Gochang, zijn de dolmen van Ganghwa beroemde locaties om oude culturen te bestuderen.

## Referentie
Deze pagina is grotendeels vertaald van de Engelstalige versie op wikipedia. Alle rechten gaan naar de auteur(s) van deze pagina.
1. ^ "Population statistics". Korea Ministry of the Interior and Safety. 2024.
2. ^ "Gochang, Hwasun and Ganghwa Dolmen Sites".
3. ^ younghwan. "강화역사박물관, 강화도의 고인돌". Culture & History Traveling. Retrieved 2018-12-19.
4. ^ "Ganghwa Bugeun-ri Jisokmyo". Encyclopedia of Korean Culture.
5. ^ "Korean Foundation Myth". www.imjinscout.com.
6. ^ Jean-Marie Thiébaud, La présence française en Corée de la fin du XVIIIème siècle à nos jours, p. 23
7. ^ 순위값 - 구역별조회 (in Korean). Korea Meteorological Administration. Retrieved 4 April 2022.
8. ^ Official page of Ganghwa Archived August 17, 2009, at the Wayback Machine
9. ^ Ganghwa County

## Opmerking
Deze pagina is mogelijk verouderd als u dit leest. Verwijs daarom te allen tijde naar betrouwbare bronnen en wees kritisch bij wat u leest. De vertaling kan ook fouten tegen de taal bevatten.

## Externe Links
Homepagina Gangwha County
1. ↑  Gochang, Hwasun en Ganghwa Dolmen Sites.
2. ↑  (en) younghwan, 강화역사박물관, 강화도의 고인돌. Culture & History Traveling. Geraadpleegd op 19 december 2018.
3. ↑  Ganghwa Bugeun-ri Jisokmyo. Encyclopedie van Koreaanse Cultuur.
4. ↑  Koreaanse Stichtingsmythe. www.imjinscout.com.
5. ↑  Jean-Marie Thiébaud, La présence française en Corée de la fin du XVIIIème siècle à nos jours, p. 23